# Wissensfabrik – Unternehmen für Deutschland
Die Wissensfabrik – Unternehmen für Deutschland e. V. mit Sitz in Ludwigshafen ist ein Zusammenschluss von mehr als 130 Unternehmen und unternehmensnahen Stiftungen, „die den Standort Deutschland stärken und öffentliche Impulse setzen wollen.“ Als gemeinnütziger Verein engagiert sich die Wissensfabrik in Bildungsprojekten an Grund- und weiterführenden Schulen und unterstützt Existenzgründer und Jungunternehmer.

## Ziele
Ziel des Vereins ist es, „gemeinsam mit anderen gesellschaftlichen Akteuren den Standort Deutschland zukunftsfähiger und die junge Generation fit für die Herausforderungen der Wissensgesellschaft zu machen.“
Im Mittelpunkt der Aktivitäten stehen Projekte im Bildungsbereich und bei Unternehmen. Einen Schwerpunkt stellt die frühkindliche Bildung dar, also die Zusammenarbeit mit Kindergärten und Grundschulen bei der Vermittlung von Naturwissenschaften, Technik, Informatik und Wirtschaft. Ebenso gehören Aktionen zur Berufsorientierung in weiterführenden Schulen und Hochschulkooperationen zum Bildungsportfolio der Wissensfabrik. Im Bereich Unternehmertum unterstützt die Wissensfabrik junge Unternehmerinnen und Unternehmer im Rahmen von Mentorenprogrammen bei der erfolgreichen Umsetzung ihrer Geschäftsideen. Gemeinsam mit dem Handelsblatt und UnternehmerTUM veranstaltet die Wissensfabrik einmal im Jahr den Gründerwettbewerb Weconomy.
Die Wissensfabrik versteht sich als Mitmacher-Initiative, die einen Beitrag für den Bildungs- und Unternehmensstandort Deutschland leisten möchte. Der Satzungszweck soll insbesondere verwirklicht werden durch:
- Stärkung und Förderung der nationalen Zusammenarbeit und Netzwerkbildung von Persönlichkeiten, Unternehmen, Stiftungen und Institutionen sowie Politik und wissenschaftlichen Einrichtungen zur Stärkung des Standorts Deutschland
- Durchführung von Seminaren von in der Regel interdisziplinär angelegten Lehrprojekten im vorwettbewerblichen Bereich
- Förderung von Existenzgründungen und unternehmerischen Kompetenzen an Hochschulen und im Bildungsbereich
- Würdigung herausragender Engagements im Bereich der Lehre, Forschung und Entwicklung
- Übernahme von Projekten in den Bereichen Lehre, Forschung und Entwicklung; Einwerbung von zusätzlichen Mitteln bei Wirtschaft, Verwaltung und sonstigen Institutionen für die Förderung und Durchführung von Lehr- und Forschungsvorhaben
- Monitoring und Evaluation von Lern- und Trainingskonzepten sowie entsprechender Programme
- Förderung der Zusammenarbeit in Lehre und Forschung im Bereich Entrepreneurship und Human Resource Development

## Geschichte
Die Wissensfabrik wurde im Januar 2005 von den Unternehmen BASF, Robert Bosch GmbH, Fischer, Follmann, KSB Aktiengesellschaft, ThyssenKrupp, Trumpf, Voith und Wall als gemeinnützigen Verein gegründet. Unter den Gründern waren unter anderem Jürgen Hambrecht, ehemaliger Vorstandsvorsitzender der BASF, Franz Fehrenbach, Vorsitzender des Aufsichtsrates der Robert Bosch GmbH, Berthold Leibinger, ehemaliger Trumpf-Aufsichtsratsvorsitzender und Fischer-Chef Klaus Fischer.
Heute umfasst das Netzwerk mehr als 130 Unternehmen und unternehmensnahe Stiftungen.
Am 4. Oktober 2006 verlieh der ehemalige Bundespräsident Horst Köhler das Bundesverdienstkreuz an den Mitgründer Berthold Leibinger: „Mit der Berthold Leibinger Stiftung wie auch privat fördert er seit vielen Jahren wissenschaftliche, kulturelle, soziale und kirchliche Einrichtungen. Er und andere dem Gemeinwohl verpflichtete Unternehmer haben im vergangenen Jahr die vielbeachtete Initiative «Wissensfabrik – Unternehmen für Deutschland» ins Leben gerufen, die den Standort Deutschland in einer globalen Welt zukunftsfähig machen will.“
Im April 2007 übernahm Bundespräsident Horst Köhler nach einem Appell an die Wirtschaft, sich stärker sozial zu engagieren, die Schirmherrschaft der „Wissensfabrik – Unternehmen für Deutschland e. V.“ und behielt sie bis zu seinem Rücktritt inne. In einem Interview des Wochenmagazins Focus sagte Köhler dazu: „Ich möchte den deutschen Unternehmern sagen: Unterschätzt nicht die soziale Dimension. Es reicht nicht mehr, sich nur um die Arbeitnehmer zu kümmern und ab dem Werkstor ist es wurscht.“ Zur Beteiligung von Unternehmen am sozialen Engagement sähe Köhler eine Fülle von Möglichkeiten. Das Magazin schrieb dazu: „Der Bundespräsident denkt beispielsweise an die Ausstattung von Schulen mit Computern, die Renovierung von Klassenräumen oder die Unternehmer-Initiative «Wissensfabrik», die in Schulen erklärt, was Wirtschaft ausmacht.“
Seit der Gründung der Wissensfabrik 2005 sind mehr als 3.000 Kooperationen zwischen Unternehmen und Bildungseinrichtungen entstanden, bei denen technische und naturwissenschaftliche Inhalte im Vordergrund stehen. Die Organisation will dabei nicht Geld, sondern Know-how und betriebliche Praxis an die Schulen bringen.

## Organisation
Die Wissensfabrik ist ein eingetragener, gemeinnütziger Verein mit Sitz in Ludwigshafen. Gesteuert wird der Verein durch die Organe Lenkungskreis, Mitgliederversammlung und Vorstand.
Der Lenkungskreis berät, bestellt und überwacht den Vorstand und entscheidet über die strategische Ausrichtung des Vereins. Er setzt sich zusammen aus den Gründungsmitgliedern der Wissensfabrik, gewählten Vertretern der Mitgliederversammlung sowie Personen, die durch den Lenkungskreis selbst bestellt wurden. Die Mitglieder des Lenkungskreises der Wissensfabrik sind: Stephan Bross, Lenkungskreisvorsitzender (KSB), Nicola Leibinger-Kammüller, stellvertretende Lenkungskreisvorsitzende (Trumpf), Filiz Albrecht (Bosch), Ulrich Dietz (GFT), Marc-Sven Mengis (fischerwerke), Toralf Haag (Voith), Hermann Reichenecker (Storopack), Karin Winkler (Seminar für Ausbildung und Fortbildung der Lehrkräfte Stuttgart), Burkhard Schwenker (Roland Berger), Alexander Kläger (SAP), Melanie Maas-Brunner (BASF) und Astrid Petersen (TÜV NORD).
Vorstandsvorsitzender ist seit 2022 Mathias Haase, der auf Lilian Knobel (BASF) folgte. Sein Stellvertreter ist Christian Greger (Trumpf). Weitere Vorstandsmitglieder sind Siegfried Czock (Bosch) und Katrin Sulzmann (Voith).
Die Geschäftsstelle koordiniert die gemeinsame Arbeit, ist Ansprechpartner für die Presse und wirkt als Schnittstelle für den Wissensaustausch unter den Mitgliedern und Partnern. Sie wird durch die Vorstandsvorsitzende geleitet. Mitgliedsunternehmen delegieren Mitarbeiter/-innen in das Team der Geschäftsstelle.
Die thematischen Arbeitskreise zu Bildung und Unternehmertum bestehen aus Vertretern der Mitgliedsunternehmen und sorgen unter anderem für eine Weiterentwicklung der inhaltlichen Arbeit, ein Monitoring der Ziele sowie die Integration neuer Mitglieder.

## Zielgruppen

### Jungunternehmer
Mit Hilfe eines Mentorenprogramms will die Wissensfabrik eingehende Anfragen von Gründungswilligen steuern und jungen Unternehmern Ansprechpartner vor Ort vermitteln. Durch das Netzwerk der Wissensfabrik wird es den Mentees möglich, auf die gesamte Expertise der Unternehmen aus den verschiedenen Branchen zurückzugreifen. Außerdem hat die Wissensfabrik noch weitere Projekte, um junge Gründerinnen und Gründer in Deutschland zu unterstützen und zu fördern. Hierzu zählen der Gründerwettbewerb Weconomy, der jährlich gemeinsam mit UnternehmerTUM und Handelsblatt veranstaltet wird, sowie das Format Student2Start-up. In diesem Zusammenhang ist die Wissensfabrik auch Mitglied im Initiativkreis des BMWI-Projekts „Unternehmergeist in die Schulen“.

### Bildungseinrichtungen
Mitglieder der Wissensfabrik können sogenannte „Bildungspartnerschaften“ mit Kindertagesstätten und/oder Schulen eingehen und somit Wissenstransfer und Kompetenzentwicklung in Technik/IT, Naturwissenschaften und ökonomischer Bildung entlang der gesamten Bildungskette unterstützen. Für die Bildungseinrichtungen entstehen dadurch keine Kosten. Die Projektumsetzung erfolgt durch Lehrkräfte der jeweiligen Bildungseinrichtung, das Mitgliedsunternehmen trägt dabei lediglich die Kosten der anfallenden Projektmaterialien. Die Zusammenarbeit zwischen Unternehmen und Bildungseinrichtungen richtet die Wissensfabrik nach dem Beutelsbacher Konsens aus. Die drei Säulen dieses Konsenses umfassen das Überwältigungsverbot (keine Indoktrination der Schüler mit persönlichen Meinungen), Beachtung und Diskussion kontroverser Positionen in Wissenschaft und Politik im Unterricht sowie die Befähigung der Schüler, in politischen Situationen ihre eigenen Interessen zu analysieren. Diese Elemente finden sich auch in dem von der Wissensfabrik ausgearbeiteten Selbstverständnis für verantwortliches Handeln in der Schule wieder, dem alle Mitglieder verbunden sind, die im Namen der Wissensfabrik Bildungspartnerschaften mit Kitas und Schulen eingehen.

## Projektarbeit
Die Wissensfabrik versteht sich als offene Plattform für alle Unternehmen, Bildungseinrichtungen, Stiftungen und Initiativen, die Wissen fördern und teilen wollen. Partner, Experten sowie Mitgliedsunternehmen bringen Projekte in die Wissensfabrik mit ein. Aus diesem Projektpool entwickelt die Wissensfabrik gemeinsam mit wissenschaftlichen Institutionen praxisbewährte, wissenschaftlich fundierte Bildungsprojekte, die dann jedem Mitgliedsunternehmen zur Verfügung stehen. Derzeit gibt es sechs Mitmach-Projekte, die in Bildungspartnerschaften umgesetzt werden:
- KIEWIS – Kinder entdecken Wirtschaft
- KiTec – Kinder entdecken Technik
- NaWi – geht das? Naturwissenschaften entdecken
- School2Start-up – Schüler entdecken Wirtschaft
- IT2School – Gemeinsam IT entdecken
- City4Future - Entwickle die klimaneutrale Stadt der Zukunft

Neben den Bildungsprojekten umfasst das Portfolio auch vier Projekte für Studenten und Start-ups:
- Mentoring (angelegt auf ca. 1 Jahr)
- Speedmentoring
- Gründerwettbewerb Weconomy
- Student2Start-up

Für das Technikprojekt "KiTec – Kinder entdecken Technik" trägt die Wissensfabrik seit 2018 das Wirkt-Siegel des unabhängigen Beratungshauses Phineo.